# وليد عبد العاطي
شغل وليد عبد العاطي منصب كبير العلماء في وكالة ناسا من 3 يناير 2011 حتى ديسمبر 2012. عيّن عبد العاطي في هذا المنصب في 13 ديسمبر 2010 من قبل مدير ناسا تشارلز بولدن. عمل عبد العاطي سابقًا في وكالة ناسا كرئيس لعلوم الغلاف الجليدي في مركز جودارد لرحلات الفضاء بين يناير 2004 ويونيو 2008.
عبد العاطي هو المدير الحالي للمعهد التعاوني لأبحاث العلوم البيئية. 

## الخلفية الأكاديمية
انتُدب عبد العاطي إلى وكالة ناسا من جامعة كولورادو في بولدر، حيث يشغل منصب مدير مركز علوم الأرض والمراقبة في المعهد التعاوني لأبحاث العلوم البيئية وأستاذ مشارك في قسم الجغرافيا.  حصل عبد العاطي على بكالوريوس العلوم ( بامتياز ) من جامعة سيراكيوز قسم الهندسة الميكانيكية والفضاء عام 1986، وأكمل بعد ذلك دراساته العليا في جامعة كولورادو، حيث حصل على درجة الماجستير عام 1991 من قسم علوم هندسة الطيران وحصل على الدكتوراه عام 1996 من قسم الجغرافيا.  في بحث الدكتوراه الخاص به، طوّر عبد العاطي خوارزمية لاستخدام نسبة نطاقي ميكروويف من مستشعر الميكروويف / التصوير الخاص (SSM / I) على متن مركبات برنامج الأقمار الصناعية للأرصاد الجوية (DMSP) للكشف عن بعد عن التغيرات في المدى المكاني لصفيحة غرينلاند الجليدية التي تشهد ذوباناً مستمراً كل عام.

## الأوسمة والجوائز
- جائزة تقدير فريق مدير مركز غودارد لرحلات الفضاء التابع لناسا، 2007
- جائزة المعهد الأمريكي للملاحة الجوية وأنظمة الفضاء للملاحة الفضائية، 2006
- وسام الخدمة الاستثنائية لإدارة الطيران والفضاء الوطنية، 2004
- جائزة إنجاز مجموعة ناسا، فريق علوم ICESat، 2004
- جائزة مكتب ناسا لعلوم الأرض، 2003
- جائزة إنجازات مجموعة ناسا، فريق جائزة الشرف 2003
- جائزة مكتب ناسا لعلوم الأرض Terra Peer، 2002
- جائزة مكتب ناسا لعلوم الأرض، 2002
- جائزة مكتب ناسا لعلوم الأرض، 2001
- جائزة التوظيف الرئاسي المبكر للعلماء والمهندسين، 1999
- جمعية Tau Beta Pi الوطنية الفخرية للهندسة (منذ 1985)